# إريك هاغن (لاعب كرة قدم)
إريك هاغن هو لاعب كرة قدم نرويجي، ولد في 30 يوليو 1941. شارك مع منتخب النرويج تحت 21 سنة لكرة القدم ومنتخب النرويج لكرة القدم. أما مع النوادي، فقد لعب مع فريغ أوسلو ‏.

## وصلات خارجية
- إريك هاغن (لاعب كرة قدم) على موقع الاتحاد الدولي (مؤرشف)  (الإنجليزية)
- إريك هاغن (لاعب كرة قدم) على موقع اتحاد النرويج (النرويجية)
- إريك هاغن (لاعب كرة قدم) على موقع قاعدة بيانات كرة القدم.إي يو (الإنجليزية)